# Clio (Alabama)
Clio ist ein Ort im Barbour County, Alabama, USA. Clio ist der Geburtsort des früheren Gouverneurs von Alabama, George C. Wallace sowie von Don Sutton, einem Mitglied der Baseball Hall of Fame. Die Gesamtfläche von Clio beträgt 26,1 km². 2020 hatte Clio 1220 Einwohner.

## Demographie
Nach der Volkszählung aus dem Jahr 2000 hatte Clio 2206 Einwohner, die sich auf 434 Haushalte und 2278 Familien verteilten. Die Bevölkerungsdichte betrug somit 84,7 Einwohner/km² 27,31 % der Bevölkerung waren weiß, 57,21 % afroamerikanisch. In 29 % der Haushalte lebten Kinder unter 18 Jahren. Das Durchschnittseinkommen pro Haushalt betrug 17417 Dollar, wobei 40,5 % der Bevölkerung unterhalb der Armutsgrenze lebten.

## Söhne und Töchter der Stadt
- George Wallace (1919–1998), Gouverneur von Alabama und mehrfacher Kandidat bei den Vorwahlen zur Präsidentschaftswahl